# El misterio de Wells
The Reckoning, también conocida como El misterio de Wells, es una película británica-española dramática de 2003 dirigida por Paul McGuigan y protagonizada por Paul Bettany, Willem Dafoe, Brian Cox, Gina McKee, Simon McBurney, Tom Hardy y Vincent Cassel.

## Sinopsis
Inglaterra, siglo XIV, un cura rural llamado Nicholas (Paul Bettany) huye de su ciudad hacia el bosque tras matar accidentalmente al marido de su amante, luego de que este los descubriera. Allí, coincide con un grupo de teatro ambulante que lidera Martin (Willem Dafoe), y es testigo de como matan a uno de los miembros, gravemente enfermo, para aliviar su sufrimiento. Sin opciones para subsistir, a Nicholas no le queda más remedio que sustituirle y unirse al grupo para representar historias basadas en la Biblia y moralinas de todo tipo, de pueblo en pueblo. 
Un día el grupo llega a una aldea donde una chica sorda es acusada de un crimen - el asesinato de un jovencito humilde llamado Wells - y de brujería. Los actores se interesan en la historia de la joven, en principio para adaptarla como obra de teatro, pero luego deciden intentar resolver el caso, dejando de lado los cuentos bíblicos que representan, y llevando a escena el verdadero crimen como una obra de su repertorio que busca concienciar y movilizar a los ciudadanos. Mientras, Nicholas buscará la manera de redimirse de sus pecados. 